# Kenzie Anne
Kenzie Anne (Newbury Park, 9 marzo 1993) è un'attrice pornografica statunitense.

## Biografia e carriera pornografica
Inizialmente prima di intraprendere la carriera di attrice, ha fatto la modella partecipando a servizi fotografici per varie riviste per adulti quali Wet Seal, Free People, Carbon38, Playboy Plus e Eats Channel. In seguito nel novembre 2020, dopo aver lavorato anche come camgirl su Streamate, ha firmato un contratto con la casa di produzione Vixen Media Group.
Il suo ingresso nell'industria del cinema per adulti è avvenuto il 30 aprile 2021. Oltre che con VMG, lavora anche per altre case di produzione come Brazzers, Cherry Pimps e Naughty America.
Nel novembre 2020, Kenzie è stata nominata "Pet of the Month" dalla rivista Penthouse. Un anno dopo è stata eletta Pet of the Year.

## Riconoscimenti
AVN Awards
- 2023 - Best Transgender Group Sex Scene per The Cum Sauna con Emma Rose e Khloe Kay[10]

XBIZ Awards
- 2022 – Best New Performer[11]
- 2022 – Best Sex Scene - Vignette Release per Black and White 19 con Jax Slayher[11]
- 2023 - Best Sex Scene - Virtual Reality per Party Girls con Ashley Lane, Jazlyn Ray e Alex Mack[12]